# Josh Gardner
Josh Gardner est un joueur américain de soccer, né le 14 septembre 1982 à Freeport (Texas, États-Unis). Il évolue au poste de milieu central.

## Biographie
Brillant joueur universitaire, Gardner bénéficie du programme génération Adidas et est retenu en sélection américaine des moins de 20 ans. Il est repêché à la 13e place de la MLS SuperDraft 2004 par le Galaxy de Los Angeles.
Il est repêché par l'Impact de Montréal lors des repêchages d'expansion de 2011. A Montréal, il est rapidement écarté du groupe et le club annonce que son contrat ne sera pas reconduit pour la saison 2013. Finalement, les droits sur Gardner sont transférés au Sporting Kansas City en échange d'un choix de seconde ronde au MLS SuperDraft 2013.